# John il bastardo
John il bastardo è un film del 1967, diretto da Armando Crispino.

## Trama
John è figlio illegittimo di un ricco proprietario terriero. Decide di vendicarsi per il disinteresse che il padre ha sempre dimostrato nei suoi confronti. Diventa l'amante della moglie del proprio fratellastro e quando questi lo sfida a duello lo uccide. La donna si suicida e John, soddisfatto, continua la sua esistenza cinica fino a quando un congiunto di una  delle donne da lui sedotte lo uccide. 